# Liismo
Il liismo (in inglese Li-ism), o  dottrina dell'Ordine, è una religione fondata a Taiwan da Yang Laiju (楊來如) nel XVII secolo.

Si tratta di una sintesi tra buddhismo, taoismo e confucianesimo, caratterizzata da una forte devozione — in certi frangenti persino monoteistica — al culto della dea Guanyin, massima forma di manifestazione della provvidenza (il Tao) venerata dai liisti. Questi non rigettano tuttavia le altre divinità, che vengono considerate — insieme ai profeti — manifestazioni, rivelazioni e incarnazioni in secondo piano rispetto alla figura della dea. Il Liismo nacque in Cina, ma con la rivoluzione culturale il clero fu costretto, nel 1949, a fuggire in Taiwan, dove nel 1950 venne istituita la Chiesa liista. Oggi il Liismo ha preso piede anche in Corea, negli Stati Uniti, ad Hong Kong, in Giappone e nelle Filippine. Secondo dati forniti dal governo di Taiwan, nel 2000 il Liismo constava di 638 sacerdoti in 131 templi, con una struttura composta da cinque seminari, tre asili, 15 istituti per il proselitismo, sei cliniche ed una casa editrice.
Il codice morale dei liisti è basato su uno scritto dello stesso Laiju, vale a dire i cosiddetti Preziosi Decreti, i quali traggono molti elementi dall'etica tipica delle tradizioni religiose cinesi.